# Георгієвка (Кармаскалинський район)
Гео́ргієвка (рос. Георгиевка, башк. Георгиевка) — присілок у складі Кармаскалинського району Башкортостану, Росія. Входить до складу Єфремкинської сільської ради.
Населення — 27 осіб (2010; 44 в 2002).
Національний склад:
- башкири — 54 %
- росіяни — 39 %